# 김우현 (법조인)
김우현(1967년 ~ )은 대한민국의 법조인으로 수원고등검찰청 검사장을 맡고 있다.

## 학력
- 1985년: 광주제일고등학교 졸업
- 1989년: 고려대학교 법학 학사

## 경력
사법고시 32회, 사법연수원 22기 출신이다.1996년 수원지방검찰청에서 첫 검사 생활을 시작했으며 대검찰청 검찰연구관, 장흥지청장, 법무부 상사법무과장·법무심의관, 대검찰청 형사정책단장,부산지방검찰청 차장검사 등을 역임하였다. 

### 반부패부장 재임 시절
그는 출입국외국인정책본부장을 맡고 있다가 전국 특수수사를 지휘하는 대검 반부패부장으로 임명되었다. 그는 이른바 ‘기획통’으로 특수수사 경험이 거의 없는 것으로 알려졌다.
강원랜드 채용비리와 관련하여 설치된 서울북부지검의 수사단(단장 양부남 광주지검장)은 반부패부를 압수수색하려하였으나 방해를 받았다고 주장하였다.강원랜드 채용비리 수사단은 ‘안미현 검사의 수사를 방해했다’며 김우현 대검찰청 반부패부장(51·사법연수원 22기)과 최종원 서울남부지검장(52·사법연수원 21기)을 기소하겠다고 밝혔다. 그러나, 문무일 검찰총장은 지휘권을 행사하여 전문자문단의 자문을 받도록 했고, 전문자문단은 직권남용 혐의가 인정되지 않는다는 의견을 발표하였다.